# Propaganda (Album)
Propaganda ist das zweite Studioalbum der deutschen Band Heldmaschine.

## Geschichte
Es erschien am 28. März 2014 auf dem Label MP Records/Soulfood. Produziert wurde das Album von Tom Dams.
Als Singles wurden vorab die Titel Weiter! und Propaganda ausgekoppelt.

## Trackliste
1. Chefsache (4:26)
2. Menschenfresser (4:27)
3. Todesspiel (3:08)
4. Es Brennt (4:19)
5. Nachts Am Kanal (5:28)
6. Ich Komme (4:57)
7. Treibsand (4:49)
8. Weiter! (4:11)
9. Du Darfst Das Nicht (5:04)
10. Kreuzzug (4:40)
11. Herz Aus Stein (5:03)
12. Propaganda (3:58)

## Bonusvideos
- Making Of 'Propaganda'
- Making Of 'Weiter!'

## Rezensionen
„'Weiter!', die erste Single des neuen Albums, beeindruckt mit lyrischem Tiefgang und einem aufwendigen Schwarzweiß-Video, von dem es kein Entkommen gibt […] der die  Heldmaschine noch mächtiger, noch brutaler und noch extremer erscheinen läßt als bisher schon. Ihre ganz spezielle, manisch-deutsche Mischung aus Elektronik, bösen Gitarren und knallharten Drums macht vor allem Eines klar: Die Heldmaschine macht keine Gefangenen […].“

„Euch erwarten der typische Neue Deutsche Härte Klang, den Fans durch ihre Versionen der Rammstein-Songs bereits von Völkerball gewohnt sind. Außerdem harte Gitarren- und Basstöne, gepaart mit Spielereien an Synthesizer und Keyboard. Alles untermalt von der dunklen und treibenden Stimme ihres Sängers René Anlauff. Er entführt uns in eine mittelalterliche Welt, umgeben von Knappen und Rittern, sieht man jedoch immer wieder die Überleitungen in die heutige, kriegerische Zeit. Damit liefern Heldmaschine eine starke, erste Singleauskopplung, die Ungeduld und Vorfreude auf das neue Album schürt.“